# Færøsk Wikipedia
Færøsk Wikipedia (færøsk: Føroysk Wikipedia,  dansk: den færøsksprogede Wikipedia) er den færøsksprogede  version af det verdensomspændende encyklopædi-projekt Wikipedia. Siden blev startet 30. maj 2004 af tyskeren Arne List, som startede en artikel om Færøerne. Tre uger senere, den 20. juni 2004, blev forsiden til den færøske Wikipedia oprettet af den færøske bruger Quackor og pr. 6. april 2013 fandtes der 6.000 artikler på færøsk, der var 279.154 redigeringer, i gennemsnit var der 16,90 redigeringer pr. side. Der var 9.011 registrerede brugere, hvoraf 47 brugere var aktive indenfor de seneste 30 dage, der var 40 botter, 8 administratorer og to bureaukrater.
Pr. onsdag den 26. marts 2025 har den færøersksprogede Wikipedia 14.153 artikler, 42 aktive bidragydere og 3 administratorer.
Der findes sprogudgaver af Wikipedia for alle fire på forskellig vis anerkendte sprog i Kongeriget Danmark. Det vil sige grønlandsk Wikipedia (kl:) med 242 artikler, tysk Wikipedia (de:) med 3.000.306 artikler og  dansk Wikipedia (da:) der har 307.462 artikler pr. 26. marts 2025. 

## Færøsk Wikipedias milepæle
- 30. maj 2004 startes færøsk Wikipedia
- 20. juni 2004 startes forsiden på færøsk Wikipedia
- September 2005 - 1000 artikler
- Juni 2006 - 2000 artikler
- April 2008 - 3000 artikler
- Marts 2010 - 4000 artikler
- Juni 2011 - 5000 artikler[2]
- 6. april 2013 - 6000 artikler
- 23. november 2013 - 7000 artikler
- 18. februar 2014 - 8000 artikler
- 16. april 2014 - 9000 artikler
- 29. maj 2014 - 10.000 artikler
- 14. februar 2015 - 11 000 artikler
- 16. maj 2016 - 12 000 artikler